# Askholmene (Frogn)
59°42′09″N 10°35′25″Ø / 59.70250°N 10.59028°Ø
Askholmene er en samling af fire små holme i  Oslofjorden, Frogn kommune, Akershus. De ligger ca. 4,7 km nord for  kirken i Drøbak  med Håøya mod vest og Marikova på Nesoddhalvøya mod øst. 
Den tyske krydser «Blücher» sank øst for Askholmene omkring kl 06.23 om morgenen 9. april 1940 efter at hun var beskudt med artilleri og torpedoer da den passerede  Oscarsborg fæstning.
24. juli 1940 blev der rejst en mindestøtte på Askholmene over de faldne på «Blücher». I maj 1945 blev det nedrevet, men fundamentet findes stadig.
Højeste punkt er 12,5 moh.